# جزیره استولبووی
جزیره استولبووی (روسی: Столбовой остров) یک جزیره در استان یاقوتستان کشور روسیه است.